# Prêmio Contigo! Online 2020
Prêmio Contigo! Online 2020

21 de dezembro de 2020
Novela:
Amor sem Igual
Série:
Bom Dia, Verônica
Atriz – Novela:
Day Mesquita
Ator – Novela:
Chay Suede
Atriz – Série:
Tainá Müller
Ator – Série:
Eduardo Moscovis
Cantora:
Ludmilla
Cantor:
Gusttavo Lima
Prêmio Contigo! de TV 

← 2019  ·  2021 →
O Prêmio Contigo! Online de 2020 foi a quarta edição online feita pela revista Contigo!, para premiar os melhores do ano de 2020. A grande vencedora foi a série Bom Dia, Verônica da Netflix, com quatro prêmios.

## Resumo
| Programa                     | Indicações | Prêmios |
| ---------------------------- | ---------- | ------- |
| Amor de Mãe                  | 9          | 1       |
| Salve-se Quem Puder          | 6          | 1       |
| Amor e Sorte                 | 6          | 0       |
| Sob Pressão                  | 6          | 0       |
| Amor sem Igual               | 5          | 2       |
| Bom Dia, Verônica            | 4          | 4       |
| As Aventuras de Poliana      | 4          | 1       |
| Éramos Seis                  | 3          | 0       |
| Bugados                      | 2          | 1       |
| Big Brother Brasil 20        | 2          | 1       |
| Mulheres                     | 2          | 1       |
| Jornal Nacional              | 2          | 1       |
| Boca a Boca                  | 2          | 0       |
| Todas as Mulheres do Mundo   | 2          | 0       |
| Malhação: Toda Forma de Amar | 2          | 0       |
| Domingão do Faustão          | 2          | 0       |
| Hora do Faro                 | 2          | 0       |
| Eliana                       | 2          | 0       |
| Que História É Essa Porchat? | 2          | 0       |

## Vencedores e indicados
| Melhor Novela | Melhor Série |
| --- | --- |

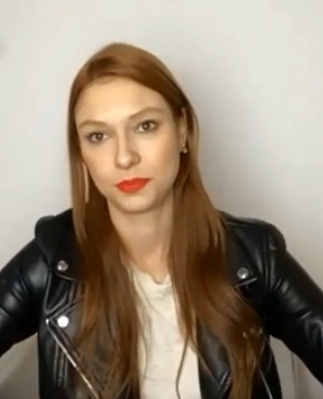
Day Mesquita, Atriz de Novela

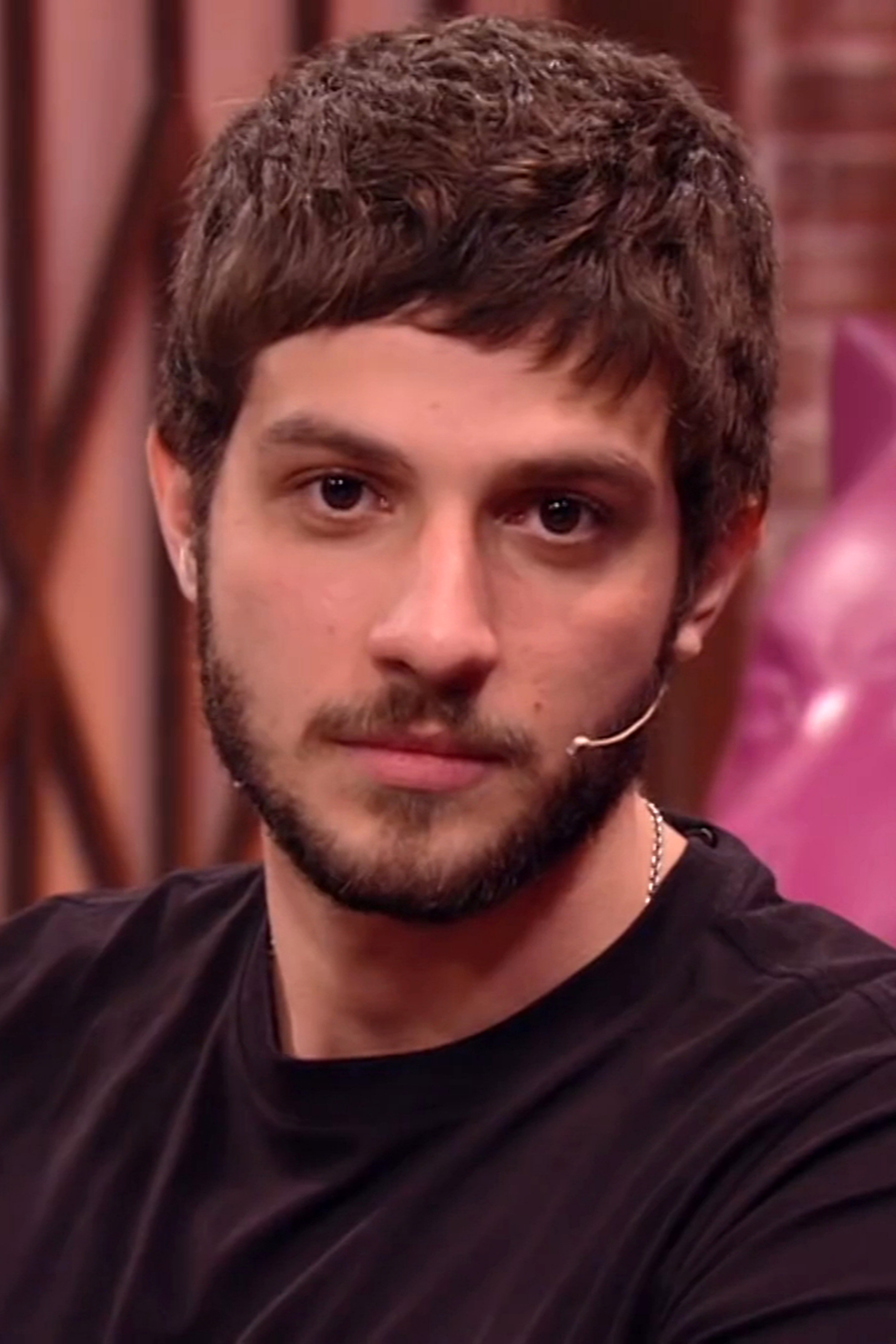
Chay Suede, Ator de Novela

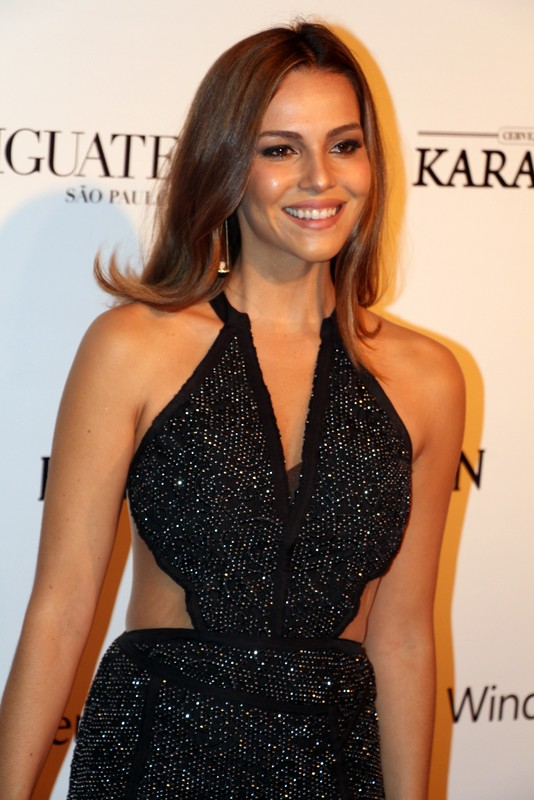
Tainá Müller, Atriz de Série

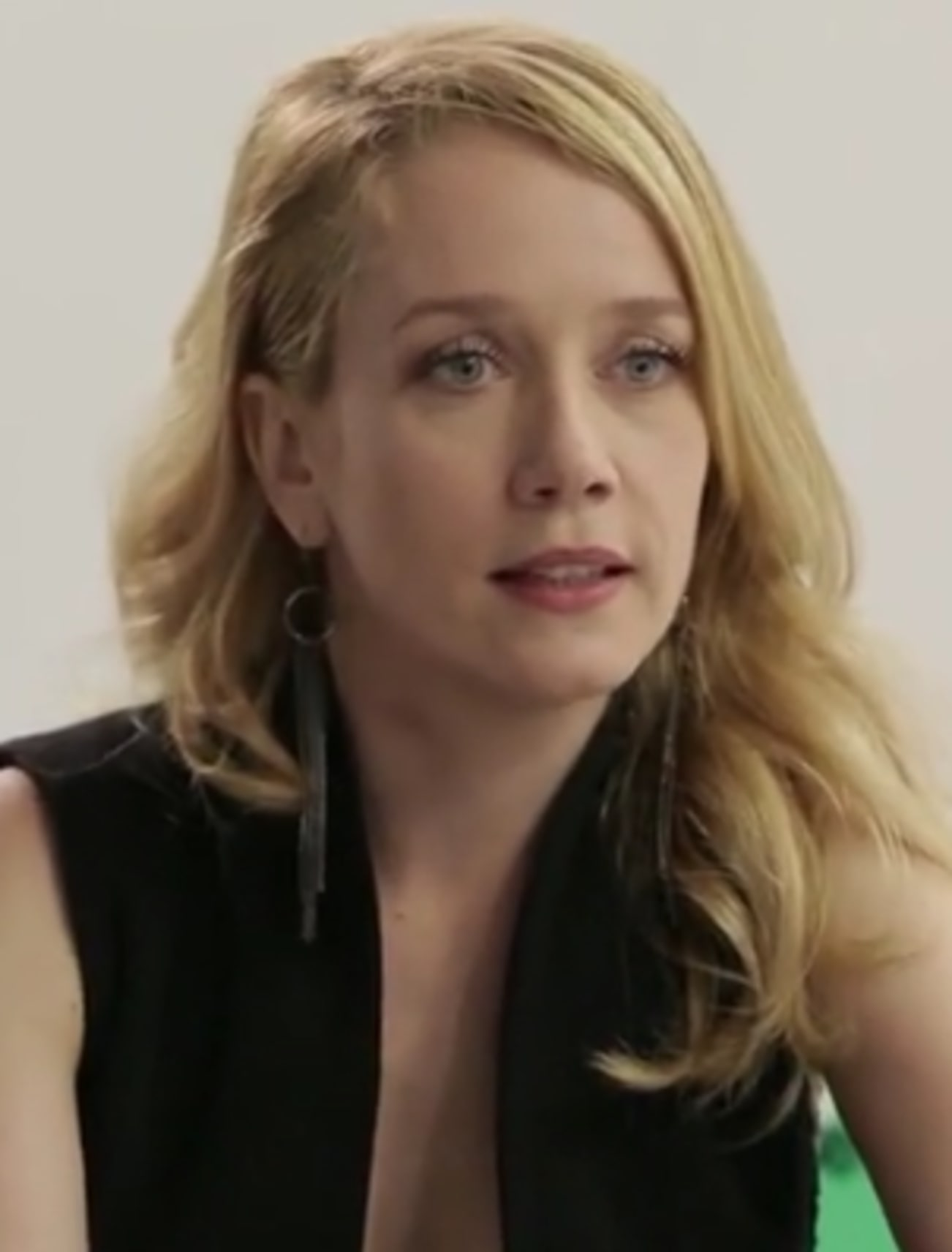
Camila Morgado, Atriz Coadjuvante

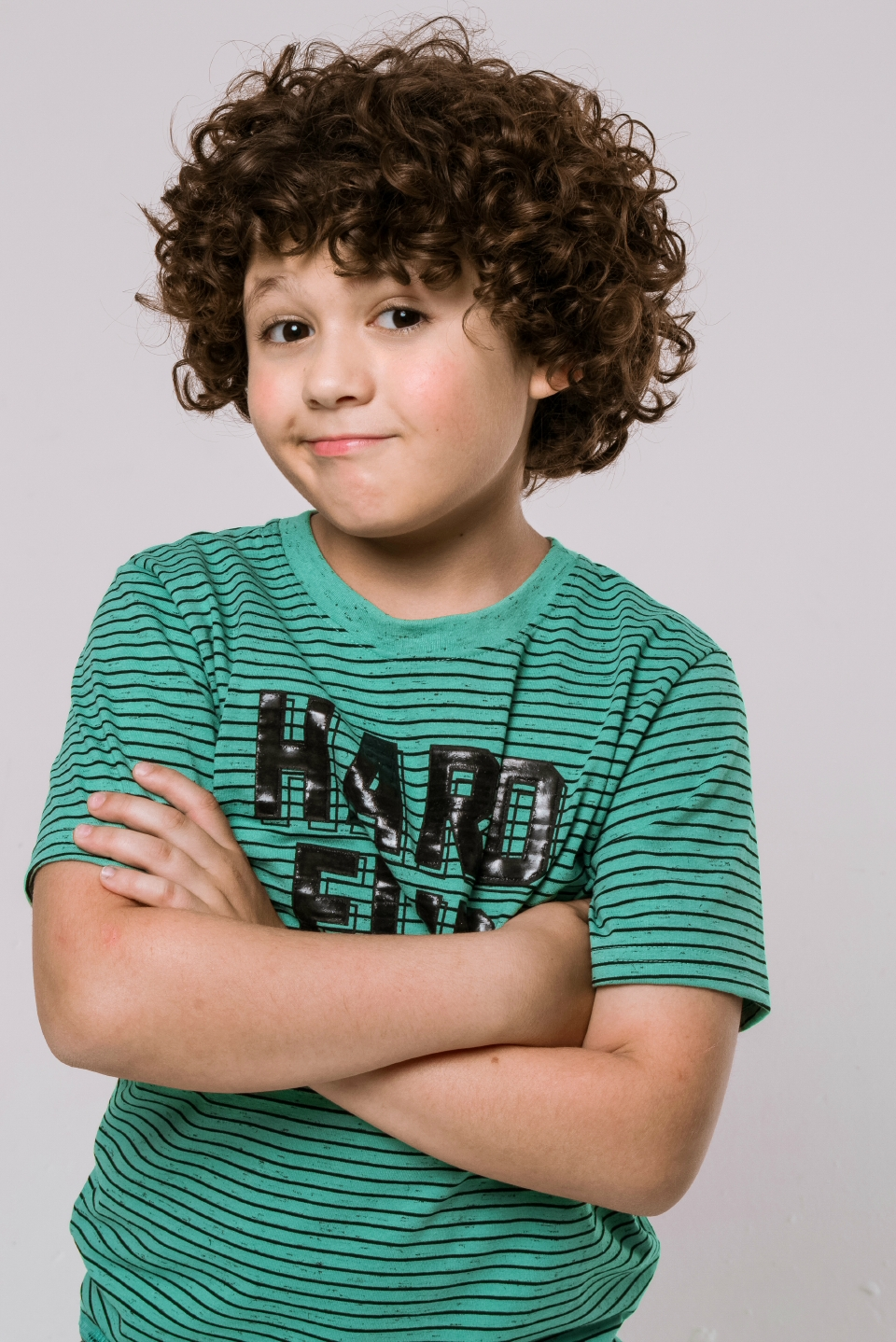
Gabriel Miller, Ator Coadjuvante

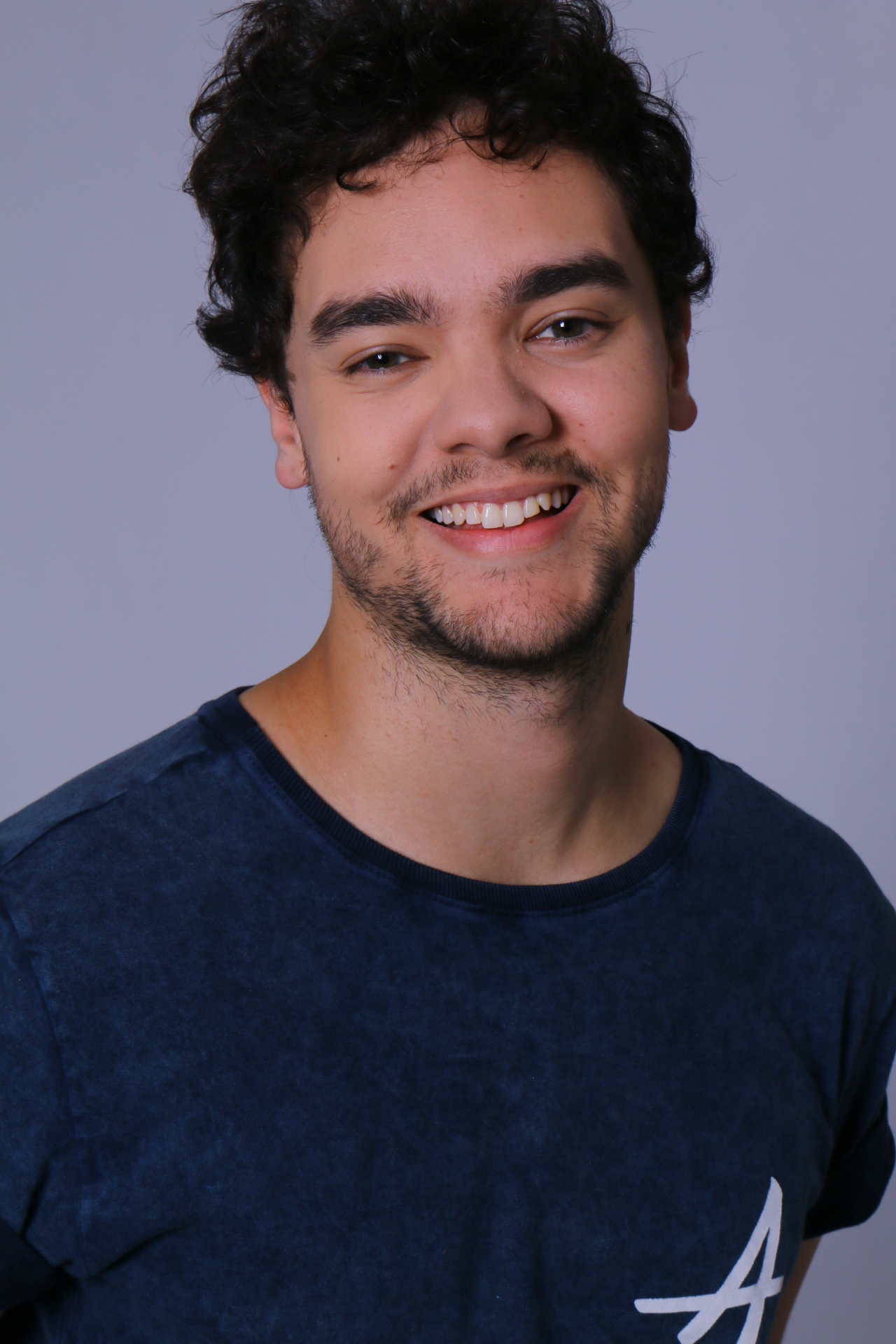
Luccas Papp, Revelação da TV

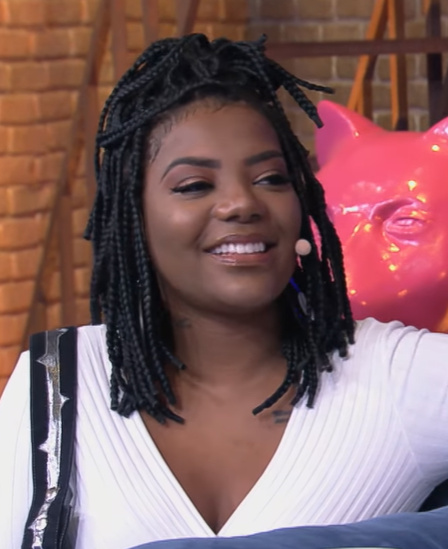
Ludmilla, Cantora

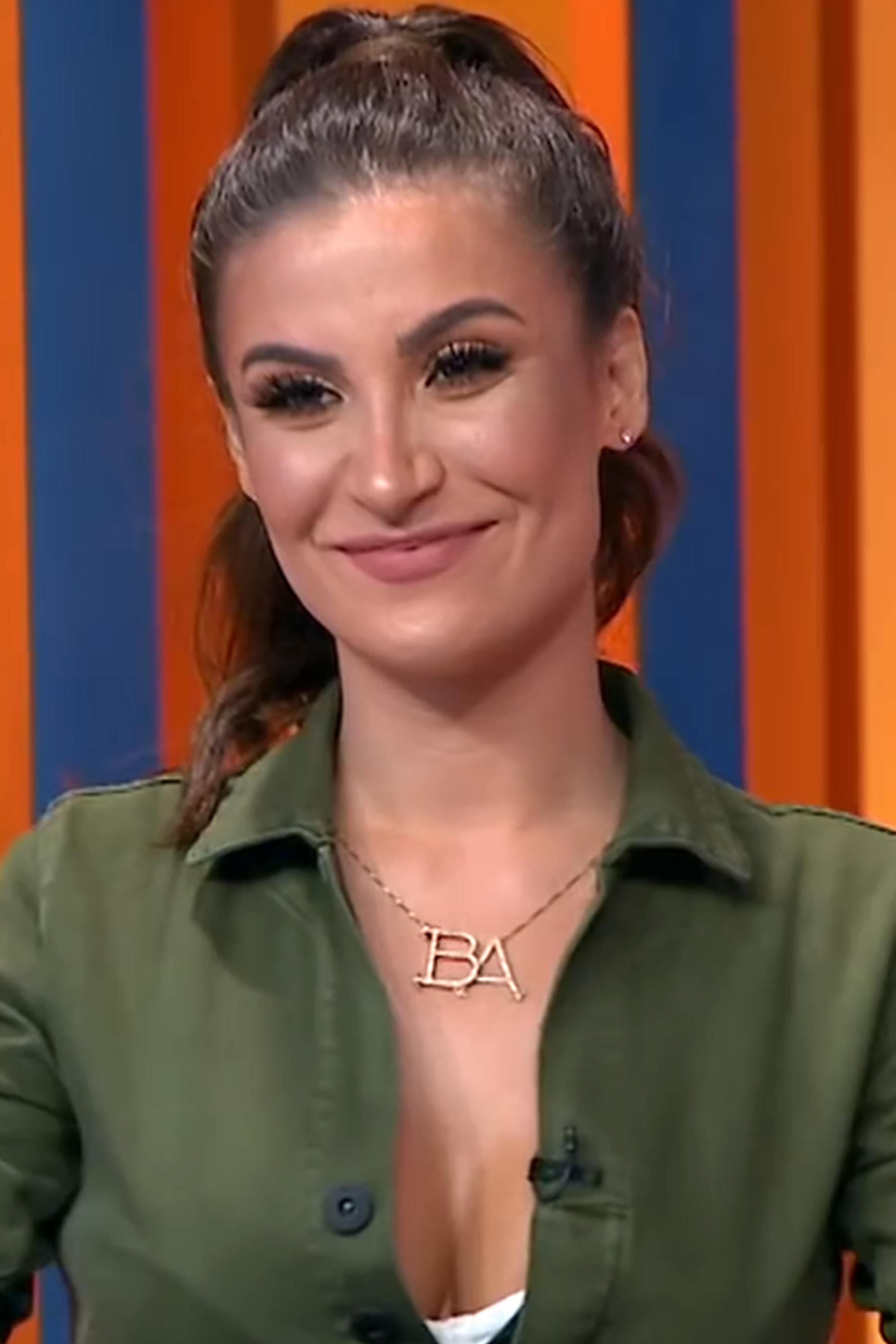
Bianca Andrade, Influenciador do Ano

| - Amor sem Igual – (RecordTV) - Amor de Mãe – (TV Globo) - As Aventuras de Poliana – (SBT) - Éramos Seis – (TV Globo) - Salve-se Quem Puder – (TV Globo) | - Bom Dia, Verônica – (Netflix) - Amor e Sorte – (TV Globo) - Boca a Boca – (Netflix) - Sob Pressão: Plantão Covid – (TV Globo) - Todas as Mulheres do Mundo – (Globoplay)                                                                                     |
| Melhor Atriz de Novela | Melhor Ator de Novela |
| - Day Mesquita – (Angélica em Amor sem Igual) - Adriana Esteves – (Thelma em Amor de Mãe) - Glória Pires – (Lola em Éramos Seis) - Regina Casé – (Lurdes em Amor de Mãe) - Taís Araújo – (Vitória em Amor de Mãe)                                                          | - Chay Suede – (Danilo / Domênico em Amor de Mãe) - Antônio Calloni – (Júlio em Éramos Seis) - João Baldasserini – (Zezinho em Salve-se Quem Puder) - Rafael Cardoso – (Renzo em Salve-se Quem Puder) - Rafael Sardão – (Miguel em Amor sem Igual)             |
| Melhor Atriz de Série | Melhor Ator de Série |
| - Tainá Müller – (Verônica em Bom Dia, Verônica) - Fabíula Nascimento – (Clara em Amor e Sorte) - Fernanda Montenegro – (Gilda em Amor e Sorte) - Marjorie Estiano – (Dra. Carolina em Sob Pressão: Plantão Covid) - Taís Araújo – (Tabata em Amor e Sorte)                | - Eduardo Moscovis – (Cláudio em Bom Dia, Verônica) - Caio Horowicz – (Alex em Boca a Boca) - Emílio Dantas – (Francisco em Amor e Sorte) - Júlio Andrade – (Dr. Evandro em Sob Pressão: Plantão Covid) - Lázaro Ramos – (Cadú em Amor e Sorte)                |
| Melhor Atriz Coadjuvante de Novela ou Série | Melhor Ator Coadjuvante de Novela ou Série |
| - Camila Morgado – (Janete em Bom Dia, Verônica) - Isis Valverde – (Betina em Amor de Mãe) - Jéssica Ellen – (Camila em Amor de Mãe) - Josie Antello – (Rosa em Sob Pressão: Plantão Covid) - Roberta Rodrigues – (Enfa. Marisa em Sob Pressão: Plantão Covid)             | - Gabriel Miller – (Miguel em Bugados) - Matheus Nachtergaele – (Cabral em Todas as Mulheres do Mundo) - Irandhir Santos – (Álvaro em Amor de Mãe) - Heitor Martinez – (Bernardo em Amor sem Igual) - Bruno Garcia – (Dr. Décio em Sob Pressão: Plantão Covid) |
| Revelação da TV | Melhor Ator/Atriz Mirim |
| - Luccas Papp – (Mosquito em As Aventuras de Poliana) - Igor Cosso – (Júniorem Salve-se Quem Puder) - José Condessa – (Juan em Salve-se Quem Puder) - Pedro Novaes – (Filipe em Malhação: Toda Forma de Amar) - André Matarazzo – (Marcos em Malhação: Toda Forma de Amar) | - Alcar – (Sandra em Salve-se Quem Puder) - Bela Fernandes – (Filipa em As Aventuras de Poliana) - Clara Galinari – (Brenda em Amor de Mãe) - Ígor Jansen – (João em As Aventuras de Poliana) - Matheus Sampaio – (Ivan em Amor sem Igual)                     |
| Melhor Programa de Auditório | Melhor Programa de Variedades |
| - Altas Horas – (TV Globo) - Domingão do Faustão – (TV Globo) - Hora do Faro – (RecordTV) - Eliana – (SBT) - Programa Silvio Santos – (SBT) | - Encontro com Fátima Bernardes – (TV Globo) - Melhor da Tarde – (Rede Bandeirantes) - Hoje em Dia – (RecordTV) - Mulheres – (Gazeta) - A Tarde É Sua – (RedeTV!)                                                                                              |
| Melhor Reality Show | Melhor Talk Show |
| - Big Brother Brasil – (TV Globo) - De Férias com o Ex – (MTV) - A Fazenda – (RecordTV) - Canta Comigo Teen – (RecordTV) - MasterChef Brasil – (Rede Bandeirantes) | - Lady Night – (Multishow) - The Noite com Danilo Gentili – (SBT) - Casos de Família – (SBT) - Conversa com Bial – (TV Globo) - Que História É Essa Porchat? – (GNT)                                                                                           |
| Programa Infanto-juvenil | Melhor Humorístico |
| - Programa da Maisa – (SBT) - Bom Dia & Cia – (SBT) - Bugados – (Gloob) - Escola de Gênios – (Gloob) - Mundo Mistério – (Netflix) | - A Praça É Nossa – (SBT) - Zorra – (TV Globo) - Diário de Um Confinado – (Globoplay) - Cada um no Seu Quadrado – (Globoplay) - Fora de Hora – (TV Globo) |
| Apresentador de TV | Apresentadora de TV |
| - Celso Portiolli – (Domingo Legal) - Fausto Silva – (Domingão do Faustão) - Fábio Porchat – (Que História É Essa Porchat?) - Rodrigo Faro – (Hora do Faro) - Tiago Leifert – (Big Brother Brasil)                                                                         | - Regina Volpato – (Mulheres) - Eliana – (Eliana) - Fátima Bernardes – (Encontro com Fátima Bernardes) - Sonia Abrão – (A Tarde é Sua) - Ticiane Pinheiro – (Hoje em Dia)                                                                                      |
| Melhor Âncora de Telejornal | Casal do Ano |
| - Renata Vasconcellos – (Jornal Nacional) - César Tralli – (SP1) - Maju Coutinho – (Jornal Hoje) - Márcio Gomes – (Combate ao Coronavírus) - William Bonner – (Jornal Nacional)                                                                                            | - Vitória Strada e Marcella Rica - Caio Castro e Grazi Massafera - Luísa Sonza e Vitão - Pedro Scooby e Cintia Dicker - Zé Felipe e Virginia Fonseca |
| Melhor Cantora | Melhor Cantor |
| - Ludmilla - Anitta - Iza - Luísa Sonza - Marília Mendonça | - Gusttavo Lima - Dilsinho - Jonas Esticado - Luan Santana - Thiaguinho |
| Melhor Dupla Sertaneja | Revelação Musical |
| - Jorge & Mateus - Henrique & Juliano - Maiara & Maraisa - Simone & Simaria - Zé Neto & Cristiano | - Any Gabrielly - Agnes Nunes - Giulia Be - Guilherme e Benuto - Lauana Prado - Luiza e Maurilio |
| Música do Ano | Influenciador do Ano |
| - "Amor de Que" – Pabllo Vittar - "Investe em Mim" – Jonas Esticado - "Liberdade Provisória" – Henrique & Juliano - "Me Gusta" – Anitta, Cardi B & Myke Towers - "Quero Você do Jeito Que Quiser" – Marília Mendonça & Maiara & Maraisa                                    | - Bianca Andrade - Carlinhos Maia - Felipe Neto - Rafa Kalimann - Whindersson Nunes |
| Live do Ano | Tiktoker |
| - Jorge e Mateus - Alok - Gusttavo Lima - Marília Mendonça - Sandy & Junior | - Vittor Fernando - Anitta - Larissa Manoela - Pequena Lo - Simone Mendes |

### Personalidade do Ano
O Prêmio Personalidade do Ano é um prêmio honorário concedido por contribuições notáveis ao mundo do entretenimento. É concedido aos homenageados que deixaram uma marca significativa na indústria do entretenimento.
- Ivete Sangalo